# Pelangkian
Pelangkian is een bestuurslaag in het regentschap Kepahiang van de provincie Bengkulu, Indonesië. Pelangkian telt 1321 inwoners (volkstelling 2010).